# Вільнсдорф
Вільнсдорф  (нім. Wilnsdorf) — сільська громада в Німеччині, знаходиться в землі Північний Рейн-Вестфалія. Підпорядковується адміністративному округу Арнсберг. Входить до складу району Зіген-Віттгенштайн.
Площа — 72,00 км2. Населення становить 19 975 ос. (станом на 31 грудня 2020).

## Географії

### Адміністративний поділ
Громада  складається з 12 районів:
- Анцгаузен
- Фламмерсбах
- Гернсдорф
- Нідердільфен
- Обердільфен
- Оберсдорф/Редген
- Рінсдорф
- Рудерсдорф
- Вільден
- Вільгерсдорф
- Вільнсдорф